# Kolathunadu
Kolattunādu (Kola Swarupam, también conocido como Reino de Cannanore en relatos extranjeros, Chirakkal (Chericul) posteriormente) era uno de los cuatro reinos más poderosos en la Costa de Malabar durante la llegada de las Fuerzas Armadas de Portugal en India, junto con Zamorin, el Reino de Cochin y Quilon. Kolattunādu tuvo su capital en Ezhimala y estuvo gobernado por la familia real Kolattiri y comprendía aproximadamente Malabar del norte, región del estado de Kerala en India. Tradicionalmente, Kolattunādu es descrito como la tierra que yace entre el río Perumba en el norte y el río Putupattanam en el sur. Se dice que el Reino de Kolathunadu (Kannur), en la cumbre de su poder, se extendió desde el norte en el río Netravati (Mangalore) hasta el sur en Korapuzha (Kozhikode) junto con el mar Arábigo en el oeste y las colinas Kodagu en la frontera oriental, incluyendo también las islas de Lakshadweep en el mar Arábigo.
La casa reinante de Kolathunādu, conocida como Kolathiris, era descendiente de la familia real Mushaka, una antigua dinastía de Kerala, y que se convirtió en uno de los principales poderes políticos en la región de Kerala, después de la desaparición de los Cheras de Mahodayapuram y de la Dinastía Pandya en el siglo XII d. C. La ascendencia de los Kolathiris se remonta al antiguo reino de Mushika (reino de Ezhimala, Eli-nadu) de la era Tamil Sangam. Después de que el rey Nannan de la dinastía Mushika fuera asesinado en una batalla contra los Cheras, la historia narrada de la dinastía es oscura, excepto por algunas referencias indirectas aquí y allá. Sin embargo, los eruditos convencionales están de acuerdo en que los Kolathiris son descendientes del rey Nannan y que las obras literarias posteriores apuntan hacia reyes como Vikramaraman, Jayamani, Valabhan y Srikandan de la dinastía Mushika. El antropólogo indio Ayinapalli Aiyappan afirma que un clan poderoso y guerrero de la comunidad Bunt de Tulu Nadu fue llamado Kola Bari y que el Kolathiri Raja de Kolathunadu era descendiente de este clan. La familia real más famosa de Travancore es una dinastía de primos cercanos de los Kolathiris.
Aunque generalmente se le atribuía a los Kolattiris una autoridad política superior sobre la zona entre los reinos de Canara y Zamorín de Calicut, su influencia política se limitaba más o menos a Kolattunādu. Ezhimala, su antigua capital, fue uno de los centros comerciales más importantes de la costa de Malabar junto con Quilon y Calicut, y es mencionada en los escritos de Ibn Battuta, Marco Polo y Wang Ta-Yuan. Con el tiempo, sus territorios se dividieron en una serie de pequeños principados dados a los súbditos, entre los principados que destacan están Cannanore y Laccadives, Cotiote y Wynad, Cartinad (Badagara), Irvenaad y Randaterra. Los llamados "Cinco gobernantes amistosos del norte" (Nilesvaram, Kumbla, Vitalh, Bangor y Chowtwara) limitaban con Kolattnad al norte del río Kavvayi, estos se involucraron en frecuentes rivalidades con sus poderosos vecinos del sur, los Zamorins de Calicut, una característica permanente de la historia de Kerala.
Cherusseri Namboothiri (aprox. 1375 -1475 d. C. ), el autor de Krshna Gatha, un referente en el desarrollo de la literatura Malayalam, vivió en la corte de Udayavarman Kolattiri, uno de los reyes de la dinastía Kolathiri.

## Historia

### Antecedentes
El origen de los gobernantes de Ezhimala, el Reino de Mushaka y Kolathunad no está claro en términos de historia tradicional.
El misionero cristiano Samuel Mateer expresó: "Parece haber razones para creer que todos los reyes de Malabar también, a pesar de las pretensiones que últimamente les han hecho sus subordinados, pertenecen al mismo gran grupo, y son iguales a la multitud de personas llamadas Nairs, por lo que los Namboodiris se mostraron reacios a entregar Kshtriyahood a todos los señores Nair. En 1617 d. C. Kolathiri Rāja, Udayavarman, deseaba promoverse aún más ante Soma Kshatriya interpretando el Hiranya-garbhā, lo cual los Nambũdiris rechazaron. A raíz de esto, Udayavarman trajo 237 familias brahmanes (Sāgara Dwijas) de Gokarnam y las instaló en cinco Desams. (Cheruthāzham, Kunniriyam, Arathil, Kulappuram y Vararuchimangalam de Perinchelloor Grāmam). Este último adoptó las costumbres de Nambũdiri, realizó el Hiranya-garbhā y le confirió Kshatriyahood al primero.

#### Gobernantes de Ezhimala

Nombres, rutas y ubicaciones del Periplo del mar Eritreo

El antiguo puerto de Naura, que es mencionado en el Periplo del mar Eritreo como un puerto en algún lugar al norte de Muziris, es asociado con Kannur .
Plinio el Viejo (siglo I d. C.) afirmó que el puerto de Tyndis estaba ubicado en la frontera noroeste de Keprobotos ( dinastía Chera ). La región de Malabar del norte, que se encuentra al norte del puerto de Tyndis, fue gobernada por el reino de Ezhimala durante el período Sangam. Según el Periplo del mar Eritreo, una región conocida como Limyrike, comenzaba en Naura y Tyndis. Sin embargo, Ptolomeo menciona solo a Tyndis como el punto de partida de Limyrike . La región probablemente terminaba en Kanyakumari; por lo tanto, corresponde más o menos a la actual costa de Malabar. El valor del comercio anual de Roma con la región se estimó en alrededor de 50.000.000 de sestercios. Plinio el Viejo mencionó que Limyrike era propenso a los piratas. El Cosmas Indicopleustes mencionó que Limyrike era una fuente de pimientos.
Durante el período Sangam, los primeros siglos de la era cristiana, tanto el actual Kerala como Tamil Nadu eran considerados parte de un ámbito cultural y modelo de asentamiento geográfico comunes, a pesar de estar bajo distintas entidades políticas. Más específicamente, las antologías tamiles de la era cristiana primitiva no hacen una distinción cultural o social clara entre los jefes Pandyas, Cheras o Cholas y Velir, todos trabajando dentro de un entorno cultural y geográfico común. Además, más tarde, los templos hindúes en la costa occidental también se incluyeron en la geografía sagrada del movimiento Tamil Bhakti y fueron elogiados ampliamente por los Alwars y Nayanars, los principales defensores del movimiento, en sus versículos.
En la era Tamil Sangam, el norte de Malabar, como el resto de la actual Kerala, Tulu Nadu, Coorg y algunas partes de Tamil Nadu, estaba bajo el dominio de los Cheras. Una rama de los Cheras (y otros como los Pandyas y Cholas) con su capital en Ezhil mala (y con la segunda capital en Pazhi), conocida como la dinastía Mushika, gobernó el área en nombre de los Cheras. Ezhil mala (Monte Deli en los relatos europeos) y sus regiones vecinas se convirtieron en centros dinámicos de actividades sociopolíticas en los primeros siglos de la era cristiana. El reino de Ezhil mala (Konka-nam, una parte de Puzhi-nadu) comprendía prácticamente la totalidad de los distritos actuales de Kannur y Wayanad y una parte del país de Tulu y también partes de Coorg y Gudalur. Esta era la zona de habla tamil más al noroeste del antiguo país Tamil. El reino de Ezhimala con sede en Ezhimala tenía jurisdicción sobre dos Nadus: la costa de Poozhinadu y el montañoso Karkanadu oriental. Según las obras de la literatura Sangam, Poozhinadu consistió en gran parte del cinturón costero entre Mangalore y Kozhikode. Karkanadu consistía en Wayanad - Gudalur, una región montañosa con partes de Kodagu (Coorg). Se dice que Nannan, el gobernante más renombrado de la dinastía Ezhimala, se refugió en las colinas de Wayanad en el siglo V d. C. cuando Cheras lo perdió, justo antes de su muerte en una batalla, según las obras de Sangam . El reino de Ezhimala fue sucedido por la dinastía Mushika a principios del período medieval, muy posiblemente debido a la migración de los brahmanes de Tuluva de Tulu Nadu . El Reino Kolathunadu ( Kannur ), que eran los descendientes de la dinastía Mushika, en la cúspide de su poder, supuestamente se extendía desde el río Netravati (Mangalore) en el norte hasta Korapuzha en el sur con el mar Arábigo en el oeste y las colinas de Kodagu en el límite oriental.
Nannan de Ezhimala fue el gobernante más prominente de esta dinastía. Las antologías tamiles que se conservan dibujan una imagen brillante de Nannan y describen sus enfrentamientos con las élites gobernantes, como los Cheras. Nannan era un jefe tribal que se dedicaba principalmente a las incursiones de saqueo en los territorios vecinos. Sin embargo, a principios del siglo I d. C., el reino de Ezhil mala adquirió importancia política bajo el mando de Nannan, con capital en Pazhi. Nannan fue un rey guerrero que realizó expediciones a las regiones del interior y puso bajo su control la región de Wynad-Gudalur y una parte de Kongunadu (región de Salem-Coimbatore). Según los poetas tamiles, logró varias victorias (incluida la batalla de Pazhi) sobre los cheras. El rey Narmudi Cheral, sucesor de Sel Kelu Kuttuvan, envió fuerzas cheras al mando del general Migili contra Nannan. Pero, fue derrotado en la Batalla de Pazhi contra las fuerzas de Ezhil mala. Más tarde, Nannan fue derrotado en una serie de enfrentamientos posteriores. Se vio obligado a huir de su capital Pazhi y buscar asilo en las colinas de Wynad. Las batallas terminaron cuando Narmudi Cheral aplastó a las fuerzas de Nannan en la batalla de Vagai Perum Turai. Según Agananuru, Nannan murió en la batalla. Tras su muerte, el control del reino Ezhimala pasó a manos de los Cheras.
La ciudad de Pazhi, posterior capital del reino Ezhil mala, era famosa por sus ricos tesoros de oro y piedras preciosas. Mantenían estrechas relaciones comerciales con los antiguos romanos en la costa de Malabar.
El Malabar del Norte fue un centro de comercio del océano Índico durante esta época. Según la tradición musulmana de Kerala, Kolathunadu albergaba varias de las mezquitas más antiguas del subcontinente indio. Según la Leyenda de Cheraman Perumals, la primera mezquita india se construyó en el año 624 d. C. en Kodungallur con el mandato del último gobernante (Cheraman Perumal) de la dinastía Chera, que partió de Dharmadom hacia La Meca y se convirtió al Islam en vida del profeta Mahoma (c. 570- 632). Según Qissat Shakarwati Farmad, las masyid de Kodungallur, Kollam, Madayi, Barkur, Mangalore, Kasaragod, Kannur, Dharmadam, Panthalayani y Chaliyam se construyeron en la época de Malik Dinar, y se encuentran entre las masyid más antiguas del subcontinente indio. Se cree que Malik Dinar murió en Thalangara, en Kasaragod. La mayoría de  ellas se encuentran en la antigua región de Ezhimala. La mezquita Jumu'ah de Koyilandy contiene una inscripción en malayalam antiguo escrita en una mezcla de escrituras vatteluttu  y grantha que data del siglo X de nuestra era. Se trata de un raro documento que se conserva y que registra el patrocinio de un rey hindú (Bhaskara Ravi) a los musulmanes de Kerala.

#### Dinastía Mushaka
Articulo Principal: El Reino de Mushika 

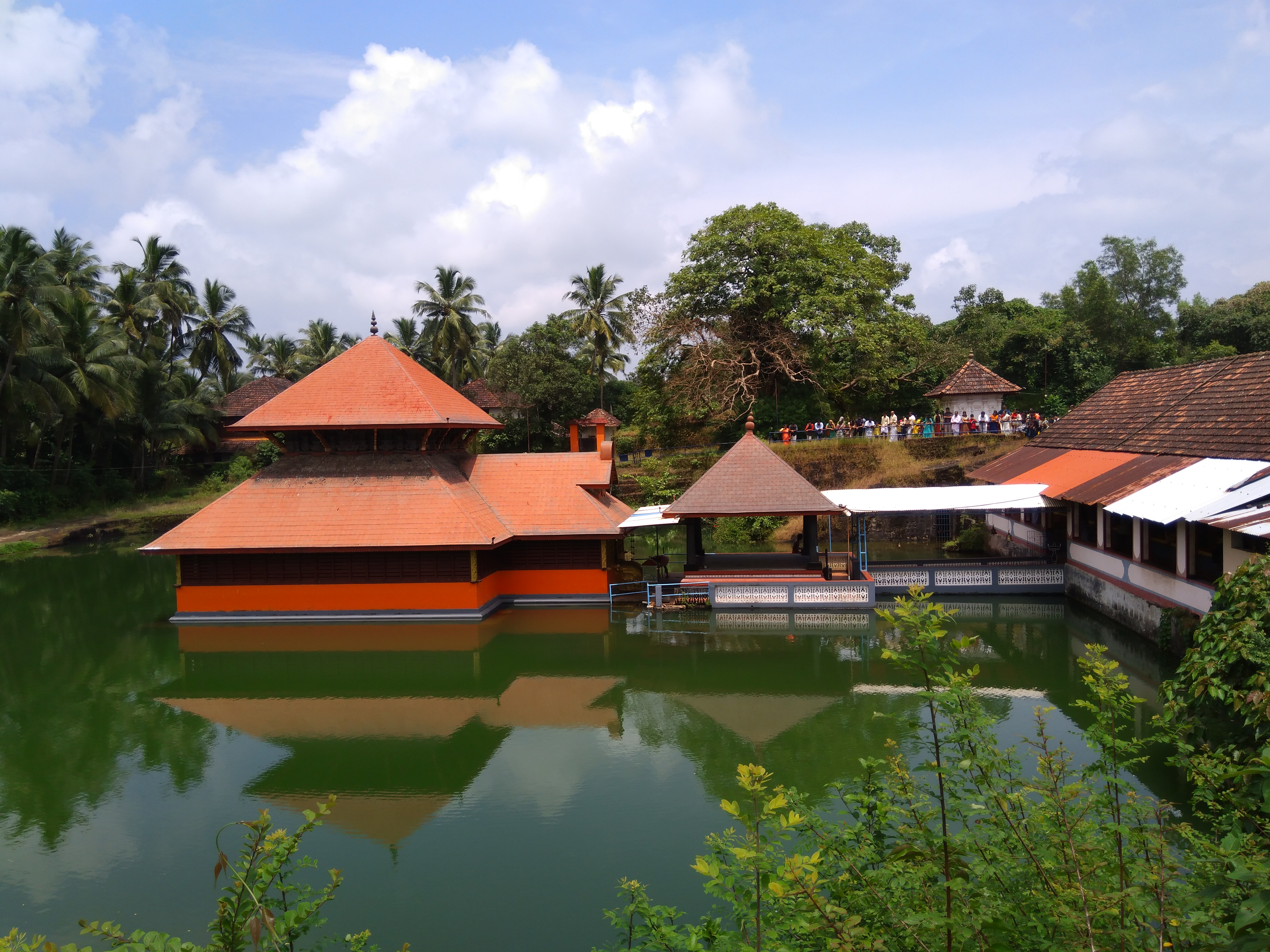
Templo Ananthapadmanabhaswamy en Ananthapura, Kumbla

En el siglo VIII, el ambiente político en el sur de la India había cambiado de forma bastante dramática, debido a una nueva cultura política basada en la explotación agraria que echó raíces en la región. Al igual que en otras partes del subcontinente indio, el brahmanismo proporcionó el apoyo ideológico a estos estados regionales emergentes, principalmente agrarios. En Ezhimala (antigua sede de la dinastía Mushika), cerca de Cannanore, se encuentra una inscripción en malayalam antiguo (inscripciones Ramanthali), fechada en la era cristiana de 1075, que menciona al rey Kunda Alupa, gobernante de la dinastía Alupa de Mangalore, Kerala. La inscripción árabe en una losa de cobre dentro de la mezquita de Madayi, en Kannur, registra como año de fundación el 1124 de la era cristiana. El Mushika-vamsha  Mahakavya, escrito por Athula en el siglo XI, arroja luz sobre el pasado registrado de la familia real Mushika hasta ese momento.
Entre los siglos IX y XII, una dinastía llamada "Mushaka" controlaba las zonas de Chirakkal del norte de Malabar (la zona de Wynad-Tellichery formaba parte del Segundo Reino Chera). Los Mushakas eran probablemente descendientes de la antigua familia real de Nannan de Ezhi mala y quizá eran servidores de los Chera. Algunos estudiosos han expresado la opinión de que los Mushakas no estaban bajo los Cheras, ya que el gobernante de Mushaka no figura junto a los gobernantes de Eralnadu y Valluvanadu como firmante en las famosas placas de cobre judías. Hasta el siglo XI, los reyes Mushaka siguieron el sistema de sucesión patrilineal, y a partir de entonces se pasaron gradualmente al sistema matrilineal. En su libro de viajes (Il Milione), Marco Polo relata su visita a la zona a mediados de la década de 1290. Otros visitantes fueron Faxian, el peregrino budista, e Ibn Batuta, escritor e historiador de Tánger.
Mushika-vamsha, un poema sánscrito escrito por Atula, describe a varios reyes Mushaka como Vikrama Rama, Jayamani, Vallabha II y Srikantha. Atula fue el poeta de la corte del rey Srikantha, que gobernó hacia finales del siglo XI d. C.
Se dice que el rey Vikrama Rama salvó al famoso vihara budista de Sri Mulavasa de una terrible erosión marina en la costa de Malabar. El príncipe Vallabha II fue enviado por el rey Jayamani para ayudar a las fuerzas de Chera durante la invasión del gobernante Chola Kulottunga. Sin embargo, antes de que pudiera unirse al ejército de Chera, se enteró de la muerte de su padre y regresó a la capital para evitar la usurpación del trono de Mushaka por sus enemigos. Al llegar a la capital, derrotó a sus rivales y ascendió al trono. Vallabha II también fundó el puerto de Marahi (Madayi) en la desembocadura del río Killa y el puerto de Valabha Pattanam (Valiaptam). La ciudad de Valabha Pattanam estaba protegida con elevadas torres y altas murallas. También se anexionó las islas Laccadive, Minicoy y Amindivi en el mar Arábigo. Srikantha (también conocido como Raja Dharma), su hermano menor, sucedió a Vallabha II.
Según el Mushika Vamsa, Rama Ghata Mushaka estableció el linaje de Kola Swarupam. Además, una inscripción del año 929 d. C. menciona a un tal Vikrama Rama, identificable con el gobernante Vikrama Rama que aparece en el Mushika Vamsa  . Otra inscripción del siglo X d. C. menciona a un jefe, Udaya Varma, que llevaba el título de "Rama Ghata Muvar", un epíteto utilizado por los reyes Mushaka. Una inscripción del templo de Tiruvattur menciona a un Eraman Chemani (Rama Jayamani) que es identificable con el rey que aparece como el 109.º gobernante en el Mushika Vamsa.
Se casaron con mucha frecuencia con los Cheras, los Pandyas y los Cholas, y también podrían haber dado lugar a las realezas de las Lakshadweep y las Maldivas. La familia Mushaka se menciona en textos míticos indios como el Vishnu Purana y también en relatos griegos como el de Estrabón. Los Kolathiris son alabados como Vadakkan Perumals ("Reyes del Norte") por el célebre "Keralolpathi".

### Ascenso de Kolathunadu (Cannanore)

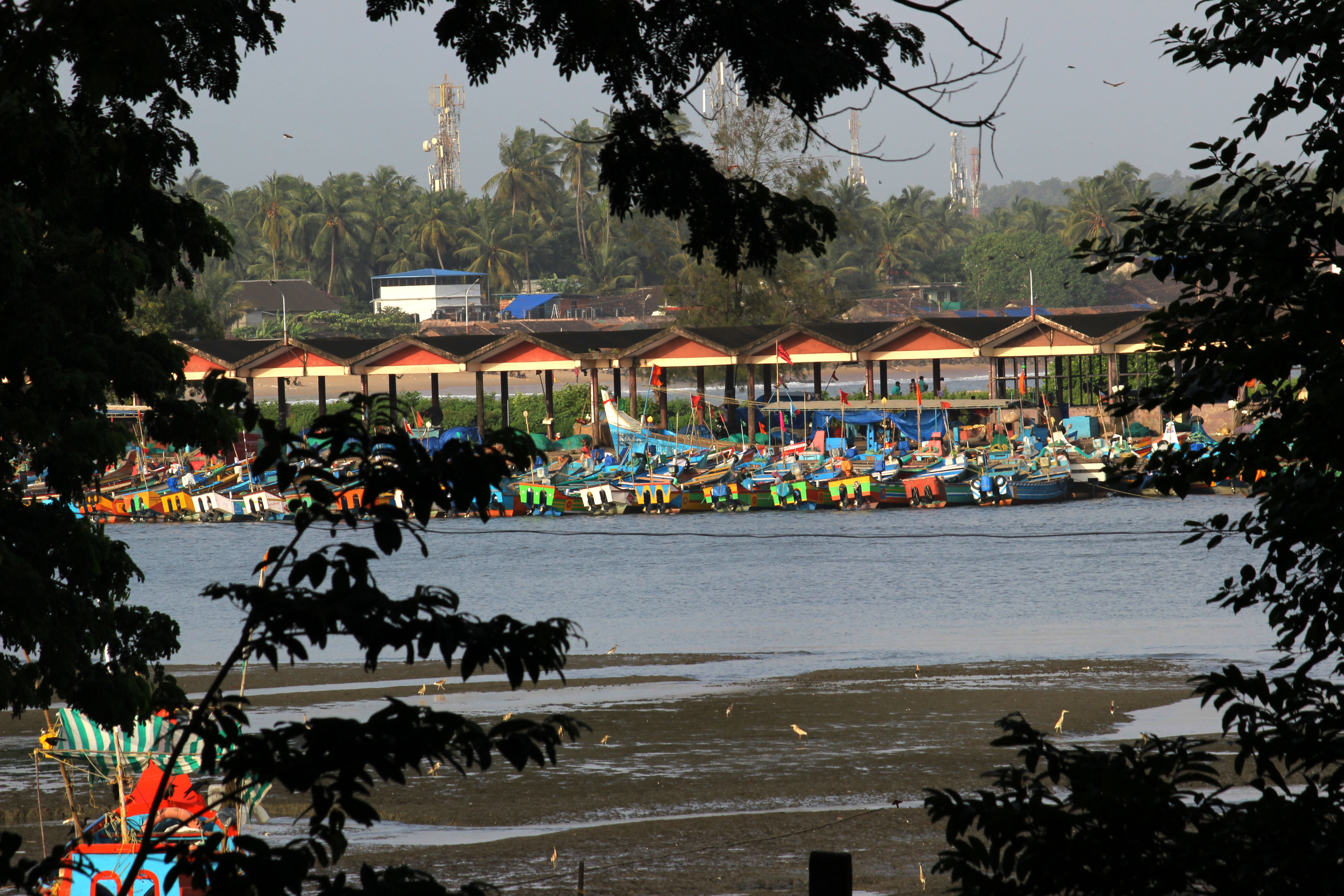
Puerto de la bahía de Mappila en Ayikkara. A un lado está el Fuerte de San Angelo (construido en 1505) y al otro está el palacio de Arakkal.

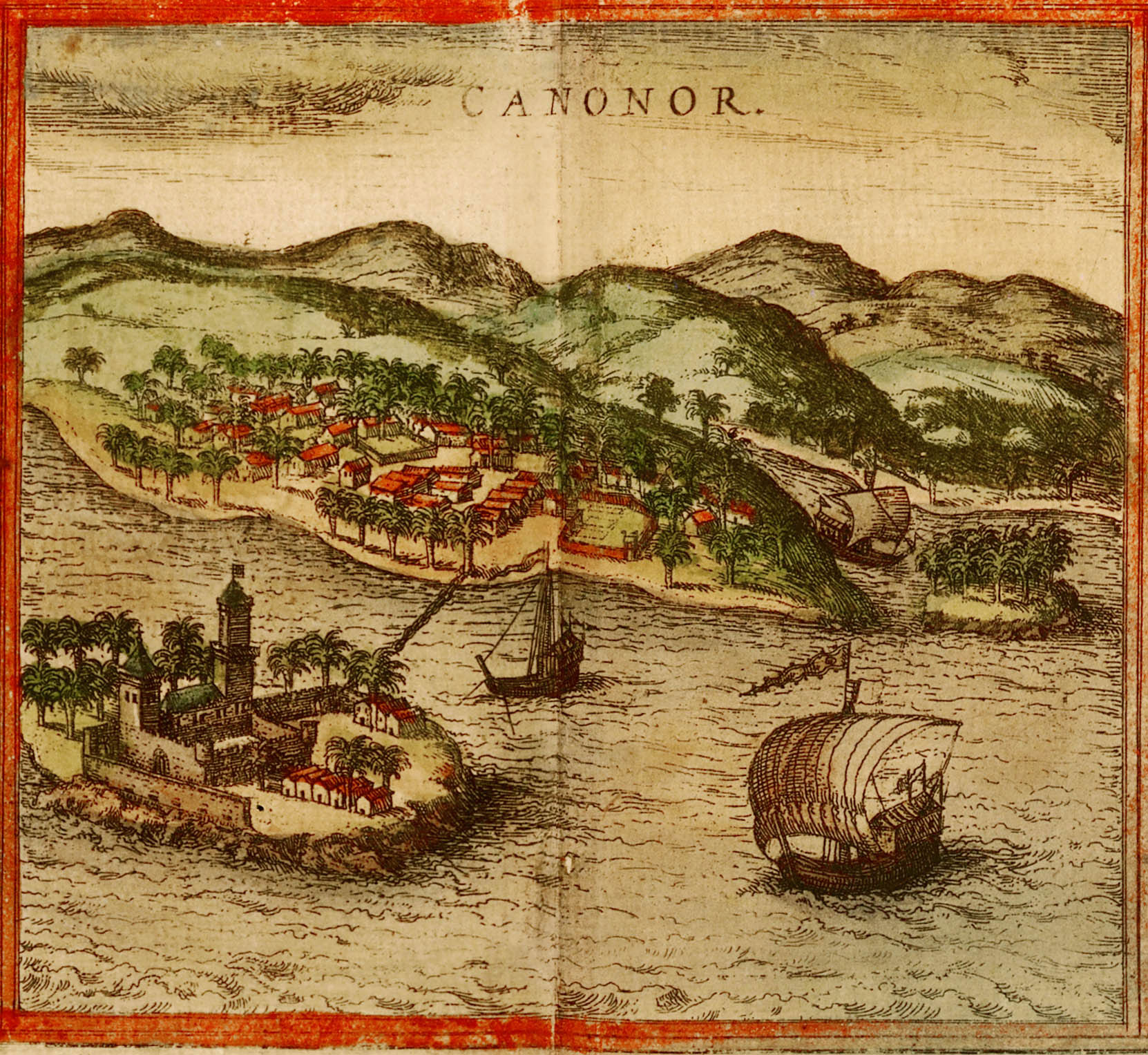
Retrato de Kannur extraído del atlas Civitates orbis terrarum, volumen I, de 1572, Georg Braun y Frans Hogenberg.

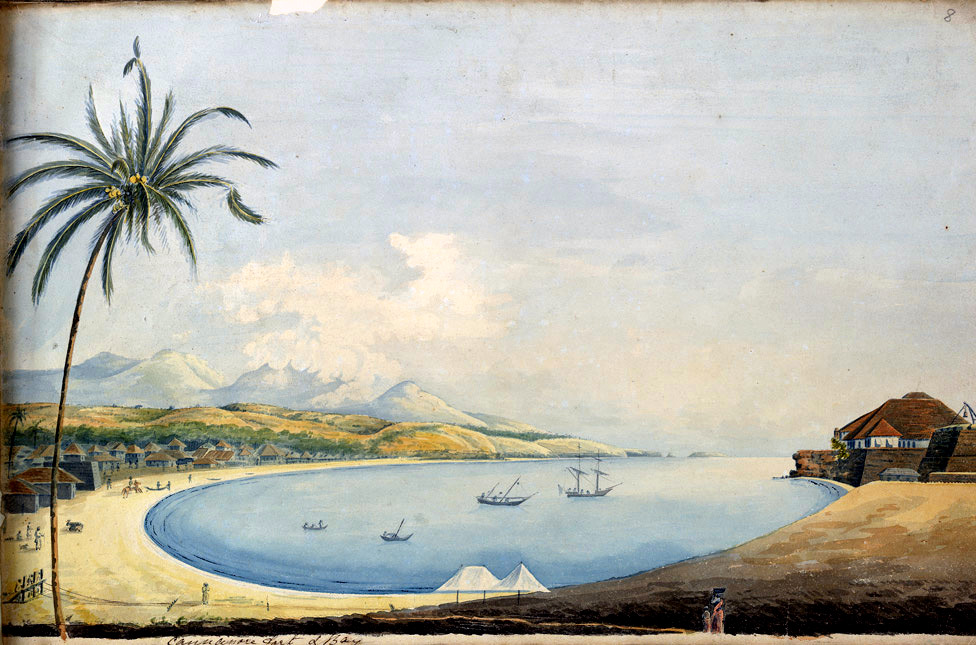
El fuerte de Kannur y la bahía; una pintura de John Johnston (1795-1801)

La singularidad sociocultural del estado llamado Kolathunadu se hizo más distintiva sólo después de la desaparición de los segundos Cheras a principios del siglo XII. El antropólogo indio Ayinapalli Aiyappan afirma que un poderoso y belicoso clan de la comunidad Bunt de Tulu Nadu se llamaba Kola Bari y que el Raja Kolathiri de Kolathunadu era descendiente de este clan. Antes de la llegada de los portugueses, Calicut libró varias guerras contra Cannanore (Kolathunad). Un príncipe de la familia real Kolattiri fue destinado a Pantalayini Kollam como virrey del sur. Pantalayini Kollam era un importante puerto de la costa de Malabar. Durante sus conquistas, el Zamorin ocupó Pantalayini Kollam como avance previo a Cannanore. Kolattiri envió inmediatamente embajadores para someterse a los términos que Calicut pudiera dictar. Cannanore transfirió oficialmente las regiones ya ocupadas a Calicut y ciertos derechos de los templos hindúes.
Los relatos extranjeros también corroboran la identidad propia de Kolathunadu. Marco Polo, que visitó la costa de Malabar en el siglo XII, se percató del estatus independiente del rey de esta región. La narración del siglo XIV de Ibn Battuta se refiere al gobernante de esta región como residente en una ciudad llamada Balia Patanam. Esto ofrece una pista de que, en esa época, la capital de Kolathunadu se había trasladado de Ezhil mala a Balia Patanam, una ciudad situada al sur de Ezhil mala. En el siglo XVI, el funcionario portugués Duarte Barbosa también menciona Balia Patanam ("Balia Patam" en los registros europeos) como residencia del rey de Cannanore.
Hasta el siglo XVI de nuestra era, la ciudad de Kasargod era conocida con el nombre de Kanhirakode (tal vez por el significado de "la tierra de los árboles de Kanhira") en malayalam. La dinastía Kumbla, que dominaba las tierras del sur de Tulu Nadu, situadas entre los ríos Chandragiri y Netravati (incluidos los actuales Taluks de Manjeshwar y Kasaragod), desde el palacio de Maipady en Kumbla, también había sido vasalla del reino Kolathunadu del norte de Malabar, antes de las conquistas carnáticas del Imperio Vijayanagara. La dinastía de Kumbla tenía un linaje mixto de nairs malayos y brahmanes tuluva. También reivindicaron su origen en los Cheraman Perumals de Kerala. Francis Buchanan-Hamilton afirma que las costumbres de la dinastía Kumbla eran similares a las de los reyes malayos contemporáneos, aunque Kumbla se consideraba la región más meridional de Tulu Nadu. Durante el siglo XVII, Kannur era la capital del único sultanato musulmán de la región de Malabar, Arakkal, que también gobernaba las islas Laccadive, además de la ciudad de Kannur.
El puerto de Kozhikode ocupaba una posición económica y política superior en la costa medieval de Kerala, mientras que Kannur, Kollam y Kochi eran puertos secundarios de gran importancia comercial, donde se reunían los comerciantes de diversas partes del mundo. Los portugueses llegaron a Kappad Kozhikode en 1498, durante la Era de los Descubrimientos, abriendo así una ruta marítima directa desde Europa a la India. El Fuerte de San Ángelo, en Kannur, fue construido por  Don Francisco de Almeida en 1505, el primer virrey portugués de la India.

## Administración

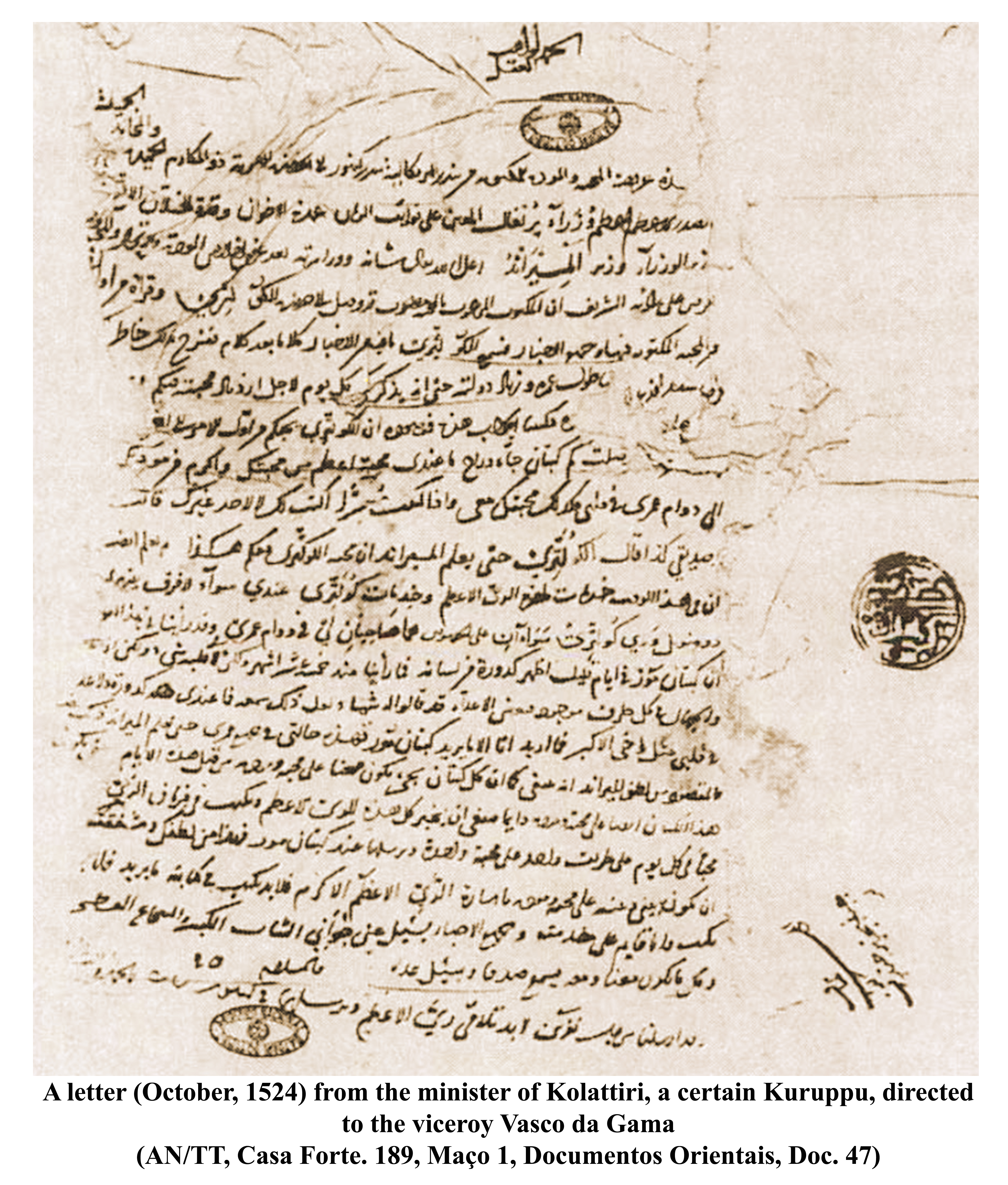
Carta de Kuruppu, ministro árabe de Kolattiri Raja, a Vasco da Gama (1524)

El señorío político del Reino original de Kolattiri estaba dividido en varias divisiones matrilineales de la familia Kolattiri y contaba con gobernantes de las respectivas partes o Kũrvāzhcha (dominios parciales), a saber, Kolattiri, Tekkālankũr, Vadakkālankũr, Naalāmkũr y Anjāmkũr. La administración de Kolattunādu estaba dividida en varios segmentos de autoridad cada uno de los cuales desempeñaba funciones similares a las de los poderes superiores, pero a menor escala.
La administración se llevaba a cabo a través de los jefes de la administración bajo el Kolattiri. Esto incluía a los dignatarios llamados "nāduvazhis", "desavazhis" y "mukhyastans". Los nāduvazhis, que eran jefes de "nādus" o distritos, dirigían milicias nair de entre 500 y 20.000 personas. Por debajo de los nāduvazhis en la jerarquía administrativa estaban los desavazhis, que eran jefes de aldeas llamadas "desams". Estos eran divisiones de los nādus. Los desavazhis dirigían milicias nair de entre 100 y 500 hombres. Por debajo de los desavazhis había otros potentados locales llamados mukhyastans. Sin embargo, como en cualquier sociedad feudal, los kolattiris eran incapaces de centralizar su estado y la incapacidad de los kolattiris para monopolizar el uso de la fuerza en el reino debido a su débil posición económica significaba que la apariencia externa de la autoridad real seguía siendo más o menos nominal.

### Reino descentralizado
Parece haber habido una discrepancia significativa entre el modelo ideal de gobierno presentado en los textos brahmánicos como el Keralolpathi, donde el Kolathiri Rājā se presenta como el custodio del poder político legitimado, y el funcionamiento real de las relaciones de poder en la región. Parece que los kolathiris nunca ejercieron el monopolio de la autoridad en el reino. La autoridad era una entidad descentralizada, compartida y pluralista. El estatus de rey atribuido a los kolathiris siguió siendo más o menos nominal. Los kolathiris tenían que mantener su dignidad política dentro de las restricciones establecidas por los límites de su base de recursos económicos, puesto que las características geográficas de Kolathunādu no garantizaban un excedente agrícola a gran escala. Debido a la limitada economía agraria de Kolathunādu, la posibilidad de que surgiera una estructura política centralizada era limitada. Esta oportunidad restringida de explotar el limitado excedente agrícola restringió obviamente las posibilidades de los kolathiris de ejercer una influencia considerable sobre la población de la región. En su lugar, surgió un campo fluctuante de poderosos taravādus de nāyars que ejercían el control de los recursos de sus respectivas propiedades terratenientes y de las clases dependientes de servicios laborales. La incapacidad de los kolathiris para monopolizar el uso de la fuerza en el reino, debido a su débil posición económica, hizo que la apariencia externa de la autoridad real siguiera siendo más o menos nominal.
El dominio Kolathiri se dividió de forma independiente en 10 principales: Kadathanadu (Vadakara), Randathara o Poyanad (Dharmadom), Kottayam (Thalassery), Nileshwaram, Iruvazhinadu (Panoor, Kurumbranad, etc.) bajo jefes reales separados, debido a las disensiones internas. La dinastía Nileshwaram, en la parte más septentrional del dominio Kolathiri, era pariente tanto de Kolathunadu como de los Zamorin de Calicut, en el período medieval temprano.

### Acontecimientos que condujeron a la colonización británica y posteriormente

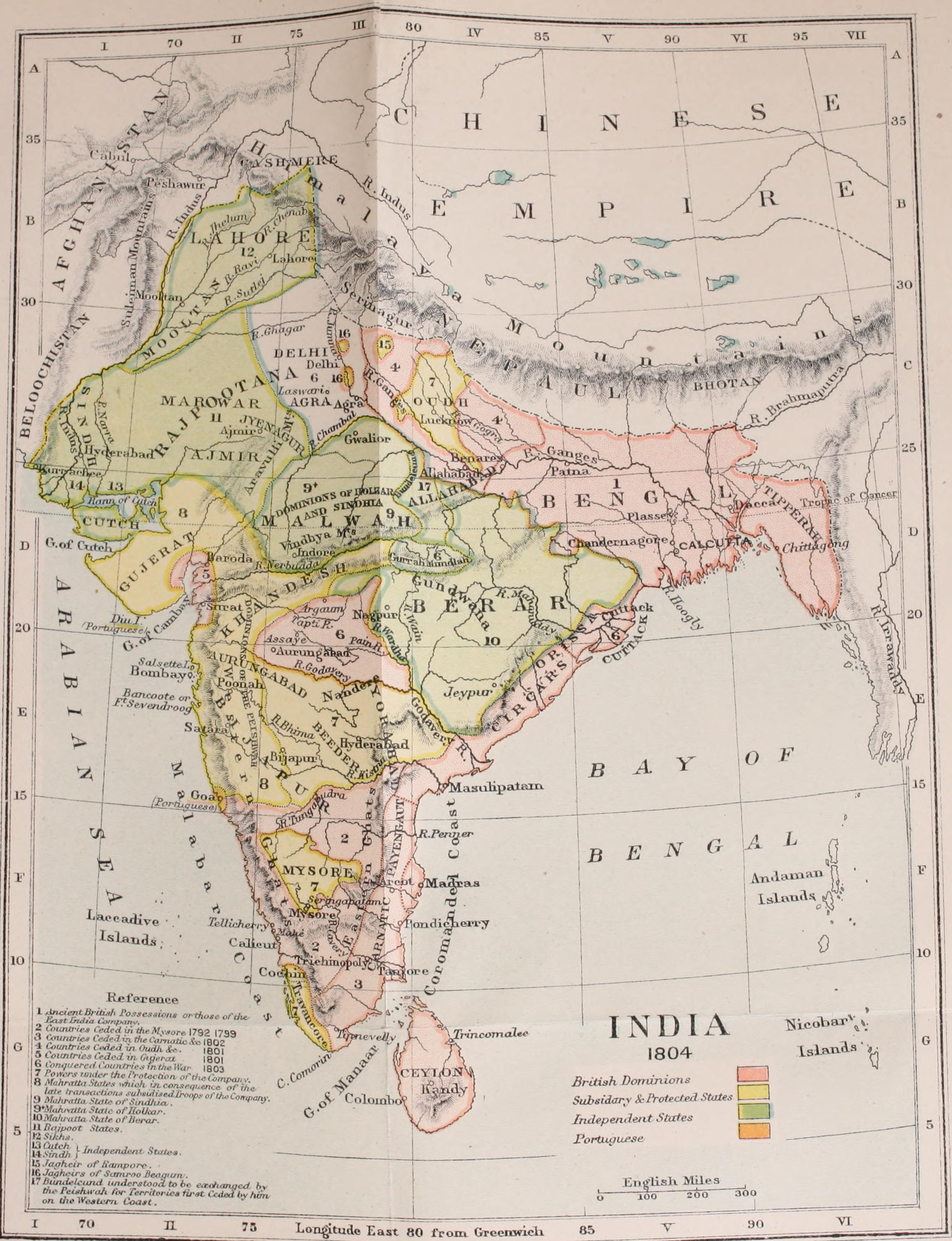
Un antiguo mapa de la India en 1804. Observe que sólo Thalassery, Kozhikode y
Kochi, están marcadas como ciudades
dentro del actual estado de Kerala.

Acontecimientos importantes entre 1689 y 2000 que condujeron a la colonización británica de Kolathunādu.
1689: Kolattiri Rājā y su Príncipe Regente (Vadakkālankũr), para proteger a este último de su adversario Kurangoth nāyar, enviaron un ultimátum a los entonces intrusos británicos en Malabar para hacerles saber que podrían seguir comerciando en el norte de Malabar sólo si accedían a construir una fábrica en la zona.
1708: Finalización de la fortaleza de Thalassery.
1722: Los franceses reclaman una fábrica en Māhe para proteger sus intereses en Malabar. Comenzaron a librar una guerra contra el Vāzhunor de Badagara con el fin de establecer una fábrica en Māhe que estaba a sólo tres millas al sur de Thalassery. Kolattiri a través de una escritura real concedió a la Compañía Británica de las Indias Orientales 'todos los oficios y granjas' dentro de su 'territorio desde Canharotte hasta el río Pudupatnam', excluyendo las zonas donde las concesiones estaban en manos de los holandeses que tenían su sede en Kannũr. Los británicos también estaban autorizados a "castigar, impedir y expulsar" a "cualquier otro extranjero" que interfiriera en sus concesiones.
1725: Francia establece una fábrica en Māhe haciendo un convenio con Vāzhunor.
1720s: Ali Raja de Arackal Raja atacó al entonces Príncipe Regente de Kolathunād, Cunhi Homo y éste se acerca a los británicos para que le auxilien a cambio de los privilegios y la fábrica que les concedió su tío el Kolathiri.
Agosto de 1727: El Jefe de Thalassery informa al Príncipe Regente de que la política de la Presidencia de Bombay es suministrar a los potentados locales munición para librar guerras a su costa.
1728: El Jefe de Thalassery, Adams, es llamado a Bombay y el Príncipe Regente pide ayuda militar a los holandeses en Cochin. Los holandeses exigieron a cambio el puerto de Dharmapatanam. La Compañía Británica de las Indias Orientales temiendo la influencia holandesa suministró a Kolathunād 20.000 fanams de provisiones militares y Ali Rājā fue silenciado. Los británicos, a cambio, recibieron un permiso exclusivo sobre otros europeos para comprar especias en Kolathunādu por parte del príncipe Udaya Varman.
1732-34: Los kanarese invadieron el norte de Malabar en 1732 por invitación del Raja Arackal. Bajo el mando de Gopalaji, 30.000 soldados kanareses, invadieron fácilmente los fuertes de Cunhi Homo en el norte de Kolathunād. A principios de 1734 los soldados kanarese capturaron Kudali y Dharmapatanam
1736: El ejército kanarese fue expulsado de todo el norte con la ayuda de los británicos, pero el Príncipe Regente incurre en una enorme deuda con los factores de Tellichery como resultado 1737: Los Nayaks de Bednur planean otro ataque a Kolathunādu. El Príncipe Cunhi Homo aceptó firmar un tratado de paz con los kanarese que fijaba la frontera norte de Kolathunād en el Madday. Los factores de Tellicherry también firmaron su propio tratado con el Nayak de Bedanur que garantizaba la integridad de las concesiones comerciales británicas en Malabar en caso de futuros conflictos entre los kanarese y los gobernantes de Kolathunād.
1739-42: El príncipe Ockoo, un adversario del Príncipe Regente apoyado por los franceses, y sus seguidores fueron asesinados por los factores de Tellichery.
1741: El Príncipe Regente pidió a sus vasallos, los Achanmārs de Randuthara, que contribuyeran con 30.000 fanams para sufragar la deuda estatal. Los Achanmārs se negaron. El Príncipe Regente amenazó con asumir la recaudación del tributo en Randuthara a menos que los Achanmārs accedieran. Los británicos acordaron pagar al Príncipe Regente la suma de 30.000 fanams en nombre de los Achanmārs a cambio de la recaudación de los ingresos de la tierra de Randuthara. Así, la trampa de la deuda fue un importante instrumento que los británicos utilizaron para asegurarse el monopolio del comercio en Malabar.
1745: Las relaciones directas que los factores de Tellicherry cultivaban con los vasallos de Kolathunād, sin embargo, tendían a alienar a los Kolattiri. El Príncipe Regente de Kolathunād acusó a los factores de Tellicherry de interferir "demasiado en el gobierno de su país".
1746: Muerte del príncipe Udaya Varman. La desintegración del dominio de los Kolathiri había comenzado y los ingleses avivaron las disensiones en la familia real. Los ingleses empezaron a tomar el control de más y más áreas comprando tierras a través de consortes de la familia real.
Octubre de 1747: Pequeña guerra entre Kolathiri y los factores en Tellichery que utilizando el Príncipe Raman Unithiri 'denunció' a los 'ministros antibritánicos' en el samastanom. En la sucesión debido a la muerte del Príncipe Kunhi Homos, el Príncipe Cunhi Raman en su anhelo de ambición para reafirmar su autoridad sobre sus vasallos a la preocupación de la Compañía Británica de las Indias Orientales. Una vez consolidada su autoridad, el príncipe Cunhi Raman emprendió una política de centralización de la administración de Kolathunād para adquirir más poder sobre sus vasallos. Él expresó el deseo de recaudar la renta de la tierra de Randuthara porque consideraba que los Achanmār ya no le obedecían.
1749: El príncipe Cunhi Raman amenazó con nombrar a sus propios hijos para administrar los taluks de Iruvalinad y Kadattanad. Ese mismo año, sin embargo, el Boyanore cortó los últimos lazos de vasallaje con el palacio de Kolathunād y se declaró Rājā de Kadattanad. Los Nambiārs de Iruvalinād amenazaron con seguir su ejemplo. El Achanmār de Randuthara apeló a los británicos para obtener más protección. Kolathunād estaba siendo desmembrada. El Kolattiri y su Príncipe Regente estaban siendo obligados a retirarse a Kolathunād 'propiamente dicho' y así restringir su autoridad a lo que sería el taluk de Chirakkal.
Abril de 1751: Tras la asunción del título de Rājā por parte de Boyanore, el príncipe Cunhi Raman declaró la guerra a Kadattanad, Iruvalinad, donde la Compañía Británica de las Indias Orientales había adquirido el monopolio de la compra de pimienta. Tras muchas discusiones, los factores lograron convencer al Kolattiri (el Rājā superior de Kolathunād) de que destituyera al Príncipe Kunhi Raman y nombró a Ambu Tamban como Príncipe Regente en presencia de Thomas Derryl de la Compañía Británica de las Indias Orientales en Thalassery.
Octubre de 1751: El príncipe Cunhi Raman permitió a los franceses fortificar el monte Delli para interrumpir el comercio de arroz británico entre Mangalore y Tellicherry.
Enero de 1752: El Rājā de Cotiote medió para un acuerdo entre Tellicherry y Kolathunād.
1756: Muerte del príncipe Cunhi Raman y sucesión por el príncipe Rama Varma.
1760: Muerte del príncipe Rama Varma.
Agosto de 1760: Unanamen Tamban (nuevo Príncipe Regente) hizo cegar a Siben Putteiah, líder de la facción probritánica en el Raj de Kolathunād.
1761: Kolattiri destituye al Príncipe Regente y se hace cargo directamente del Kolathunād Raj y concede a los británicos el derecho a recaudar todos los derechos de aduana del Malabar del Norte en nombre del samastanom. En 1761, los británicos capturaron Mahé y el asentamiento fue entregado al gobernante de Kadathanadu.
1763: Los británicos devolvieron Mahé a los franceses como parte del Tratado de París de 1763.
1764: El príncipe de Chirakkal asumió la administración de Kolathunād.
1765: El Príncipe de Chirakkal reconoció la posición dominante de Tellicherry en el taluk de Randuthara cediendo la zona a la Compañía Británica de las Indias Orientales.
Febrero de 1766: Hyder Ali junto con una formidable fuerza es recibido en Kerala por el Ali Rājā de Kannũr. El ejército misoreano guiado por Ali Rājā y su hermano toma el palacio del Rājā de Kolathiri en Chirakkal. El Rājā y su familia huyen hacia el sur para refugiarse en la estación comercial inglesa de Thalassery. Nombró a Ali Rājā como su Jefe Naval (Alto Almirante) y al hermano del Rājā, Sheik Ali, como Jefe de la Autoridad Portuaria (Intendente de Marina).
1773: Hyder Ali invadió Malabar por segunda vez en 1773 con el pretexto de que los rajás de Malabar no le habían pagado el tributo acordado en 1768.
1779: En 1779, estalló la guerra anglo-francesa, lo cual provocó la pérdida francesa de Mahé.
1783: En 1783, los británicos aceptaron devolver a los franceses sus asentamientos en la India.
'1785: Mahé fue entregada a los franceses en 1785.
Febrero de 1789: Tipu Sultán entra en Malabar por segunda vez, debido a que todos los Rājā y caciques del norte de Malabar se habían rebelado y declarado su independencia de Mysore. Tipu Sultán devastó Kadathanād y casó a su hijo (Abdul Khalic) con la hija del Arackal Bibi de Kannũr. Uno de los príncipes de la familia Kolathiri fue asesinado por los soldados de Tippu durante su huida y su cadáver fue arrastrado por elefantes a través del campamento de Tippu y posteriormente fue colgado en un árbol junto con diecisiete de sus seguidores que habían sido capturados vivos.
Mayo de 1790: Tipu abandona Malabar para no volver jamás.

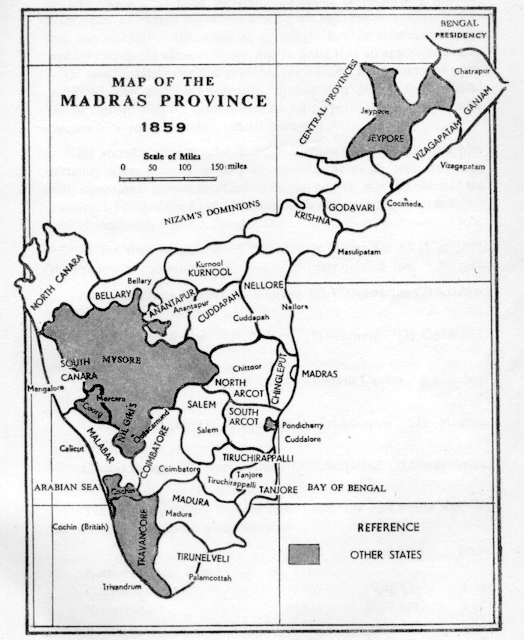
Mapa del siglo XIX de la provincia de Madrás en la India británica

Marzo de 1792: Malabar fue cedido formalmente a los británicos. Los británicos celebraron acuerdos con los Rājā de Chirakkal, Kottayam y Kadathanād y todos ellos reconocieron la plena soberanía de la Compañía sobre sus respectivos territorios. El Gobierno británico dividió la provincia de Malabar en dos divisiones administrativas: la del Sur y la del Sur, presididas por un superintendente cada una en Thalassery y Cherpulasseri, bajo el control general del supervisor y magistrado jefe de la provincia de Malabar que tenía su sede en Kozhikode.
1800 : Malabar pasó a formar parte de la presidencia de Madrás .
1801: Muerte del último Kolathiri Rājā que cedió todos sus dominios a los británicos (era conocido comúnmente como el primer Rājā de Chirakkal). El mayor Macleod asumió el cargo de primer recaudador principal de Malabar el 1 de octubre de 1801. 
Kolathunād siguió formando parte del distrito de Malabar (un distrito administrativo de la India británica bajo la presidencia de Madrás hasta 1947 y, posteriormente, parte del estado indio de Madrás hasta 1956. El 1 de noviembre de 1956, el estado de Kerala se formó mediante la Ley de Reorganización de los Estados, fusionando el distrito de Malabar, Travancore-Cochin (excluyendo cuatro taluks del sur, que se fusionaron con Tamil Nadu.

## Constitución de la familia Kolathiri
En el siglo XVII, los Kolaswarũpam tuvieron que compartir su autoridad política con otros dos linajes del norte de Kerala. Los Nileswaram (Alladam) Swarũpam y los Arackal Swarũpam reclamaban una identidad política independiente. Además, el poder político dentro del Kolaswarũpam también se diseminó en diferentes kovilakams. En el Keralolpathi hay cuatro kovilakams que comparten la autoridad política del Kolaswarupam, a saber: Talora Kovilakam; Arathil Kovilakam; Muttathil Kovilakam; Karipathu Kovilakam; y Kolath Kovilakam. Según la tradición Keralolpathi Kolathunādu, el Karipathu Kovilakam y el Kolath Kovilakam reivindicaban algún tipo de superioridad sobre los demás. Sin embargo, fueron el Palli Kovilakam y el Udayamangalam Kovilakam, tal y como se desprende de los registros holandeses, los que dominaron la escena política de Kolathunadu Estos dos kovilakams se habían ramificado de nuevo en varios kovilakams, creando así una red de casas políticas dentro del Kolaswarupam. 
El reino original de Kolathiri estaba dividido en 5 divisiones matrilineales de la familia Kolathiri y contaba con gobernantes de las respectivas partes/ Kũr-Vāzhcha (dominios parciales), a saber, Kolattiri, Tekkālankũr, Vadakkālankũr, Naalāmkũr, Anjāmkũr
| Las divisiones matrilineales de la familia Kolathiri (Kovilakams) |               |                                                                                   |
| División                                                          | Rama          | Subdelegación                                                                     |
| Udayamangalam                                                     |               |                                                                                   |
| palli                                                             | Chirakkal     |                                                                                   |
|                                                                   | Chenga        | Prāyikkara en Māvelikkara, Ennakkāt' (Dividido además en Ennakkāt y Māvelikkara ) |
|                                                                   | Tevanam Kotta |                                                                                   |
|                                                                   | Padinjāre     |                                                                                   |
|                                                                   | Thekumkure    | Kolath Kovilakam                                                                  |
|                                                                   | Kavinishery   |                                                                                   |

Durante el periodo de Hyder Ali y Tipu Sultan, de 1766 a 1792, se produjeron múltiples invasiones militares, saqueos y conversiones forzosas sistemáticas tanto en el norte como en el sur de Malabar. Por temor a la conversión forzosa, una parte importante (caciques y brahmanes) de la región de Malabar, incluidos los kolathiri, huyeron con la riqueza material de los templos de sus dominios para refugiarse en el antiguo reino de Travancore. Travancore tenía una alianza (Tratado de Mangalore) con la Compañía Inglesa según la cual "una agresión contra Travancore se consideraría equivalente a una declaración de guerra contra los ingleses". Así, en varios momentos entre 1766 y 1792, todos los miembros femeninos y muchos masculinos de la familia Kolathiri, junto con la riqueza de sus templos, se habían refugiado en Thiruvananthapuram. Al restablecerse la paz en Malabar, mientras la familia regresaba, tres hermanas se quedaron en Travancore, en Mavelikkara. Las disensiones hicieron que una de ellas se trasladara a Ennakkad, mientras que otra se instaló en Prayikkara y otro grupo se estableció en Kozhanchery. Así, tres ramas matrilineales de la familia Kolathiri se establecieron en Travancore y crearon las casas reales de Mavelikkara, Kozhanchery, Ennakkat y Prayikkara.

### Supresión del título Kolathiri Rājā
Anteriormente, los miembros de las divisiones de Udayamangalam y Palli podían asumir el título de Kolathiri Rājā en función de su antigüedad. La invasión de los dominios de la familia Kolathiri por parte de los Rājā de Bednũr / Ikkeri y el posterior acuerdo entre Kolathiri y el invasor en 1736-37 d. C. provocó un cambio considerable en la familia de los Kolathiris. La rama de Udayamangalam quedó excluida de asumir el título de Rājā y el título de Kolathiri cayó en desuso. La familia gobernante (división Palli) monopolizó el derecho de sucesión como Rāja, lo que llevó a la supresión del antiguo título de Kolathiri Rājā al Raja Chirakkal.

### Ascenso a Kshatriyahood
En 1617 d. C. Kolathiri Rāja, Udayavarman, deseaba ascender aún más a su pleno reconocimiento realizando el Hiranya-garbhā, a lo que los Nambũdiris se negaron. Como intentó forzar a los brahmanes nambũdiri de Taliparamba (Perumchellũr) a realizar este ritual para él, los brahmanes nambũdiri se negaron a ello declarando: 
'Kolathiri no tenía derecho a pedirles que realizaran un sacrificio ya que en la jurisdicción de Perumtrikkovilappan (la deidad del templo Rajarajeswara de Perumchellũr, Taliparamba) la orden de cualquier rey no sería válida' (El epíteto de la deidad rajarajeswara o rey de los reyes indica descaradamente el estatus real asumido por la deidad). Según el historiador Samuel Mateer; "Parece que hay razones para creer que el conjunto de los reyes de Malabar también, a pesar de las pretensiones establecidas para ellos en los últimos tiempos por sus dependientes, pertenecen al mismo gran cuerpo, y son homogéneos con la masa del pueblo llamado Nairs, Así que Namboodiris eran reacios a dar Kshtriyahood a todos los señores Nair, En consecuencia, Udayavarman trajo 237 familias de brahmanes (Sāgara Dwijas) de Gokarnam y los estableció en cinco Desams. (Cheruthāzham, Kunniriyam, Arathil, Kulappuram y Vararuchimangalam de Perinchelloor Grāmam). Este último adoptó las costumbres nambũdiri y realizó el Hiranya-garbhā y le confirió la condición de Kshatriyahood. Más tarde, a petición de Rājā de Travancore, 185 de estas familias Sāgara dwijans fueron enviadas a Thiruvalla. (Thiruvalladesi Embraanthiris).

## Sistema de calendario
La versión de Kolla-Varsham o Kolla-varsham que se practica en el centro/sur de Kerala, excepto en el norte de Malabar (Kolathunadu), comenzó el 25 de agosto de 825 A. D y el año comienza con Simha-raasi (Leo) y no en Mesha-raasi (Aries) como en otros calendarios indios. Aunque hay varios relatos, actuales, grabados y de oídas sobre el comienzo de la era Kollam, sin embargo en el antiguo Malabar del Norte / Kolathunadu, la era Kollam se cuenta a partir del mes siguiente, Kanya-rasi (Virgo) (25 de septiembre) en su lugar. Esta variación tiene dos relatos interesantes asociados a ella.
(1)	 El texto tradicional Kerololpathi atribuye la introducción de la era Kollam a Shankaracharya. Así que si se convierte la palabra "Aa chaa rya vaa ga bhed ya" (que significa que la palabra/ley de Shankaracharya es inalterable) en números en la notación Katapayadi se traduce en 0 6 1 4 3 4 1 y estos escritos al revés da la edad del Kali Yuga en el primer año de la era Kollam. El día de Kali 1434160 sería el 25 de septiembre de 825 d. C. que corresponde al comienzo de la era Kollam en Kolathunadu, es decir, el primer día del Kanya-raasi (Virgo).
(2)	El segundo relato es que la era Kollam comenzó con la proclamación hecha en Kollam.

## Símbolos reales de Kolathiri
Según la leyenda, se dice que el Señor Parasurama proporcionó a Ramaghatha Mooshikan el día de su coronación (1) Naandakam Vaal (una espada especial) (2) y asignó la hierba Nenmeni- vaka (Mumosa lebbek) como el árbol asociado a la dinastía (3) y además asignó Vaakapookkula (inflorescencia de Mumosa lebbek) y Changalavattam Vilakku (Se trata de una pesada lámpara de bronce utilizada en las procesiones del templo y la propia lámpara tiene un espacio para almacenar aceite con una cuchara unida a ella por una cadena), como símbolos reales. La dinastía Kola-swaroopam cree que es esta asociación suya con Nenmeni-vaka (Mumosa lebbek) lo que llevó a su nomenclatura como Mooshikan. La bandera real y el sello real de la familia Kolathiri era, por tanto, una combinación de imágenes: Thoni (un barco), Changalavattam Vilakku, Naandakam Vaal y Nenmeni-vaka.

### Bandera real/estándar (Kodikkoora o dwajam)
La imagen de la bandera consistía en dos Naandakam-Vaal-espadas a ambos lados con un Vaakapookkula-inflorescente central de Mumosa lebbek y cinco medias lunas debajo.

### Sello real (Mudra)
La imagen del sello consistía en un barco thoni debajo, una lámpara changalavattam encima, más arriba una espada Naandakam-vaal colocada verticalmente, seguida en cada lado adyacente por un Vaakapookkulainfloresense cada uno.